# 竹山太郎
竹山 太郎（たけやま たろう、1921年7月17日 - 2016年12月18日）は、日本の材料工学者。北海道大学名誉教授。元日本電子顕微鏡学会会長。

## 人物・経歴
横浜生まれ。1945年北海道帝国大学工学部生産冶金工学科卒業。北海道大学工学部助手、北海道大学工学部講師を経て、1959年北海道大学工学部助教授。1962年工学博士。1963年北海道大学工学部教授。1971年日本電子顕微鏡学会瀬深賞受賞。1983年日本金属学会谷川・ハリス賞受賞。1984年日本電子顕微鏡学会会長。1985年北海道大学名誉教授。北海道産業専門学校客員教授。1992年同退職。1996年勲三等旭日中綬章受章。日本金属学会北海道支部長、文部省学術審議会専門委員、日本原子力研究所核融合炉材料研究専門委員。電子顕微鏡などの材料研究の第一人者として知られた。